# Saint-André-le-Coq
Saint-André-le-Coq ist eine französische Gemeinde mit 554 Einwohnern (Stand: 1. Januar 2022) im Département Puy-de-Dôme in der Region Auvergne-Rhône-Alpes (vor 2016 Auvergne). Die Gemeinde gehört zum Arrondissement Riom und zum Kanton Maringues.

## Geografie
Saint-André-le-Coq liegt etwa 18 Kilometer ostnordöstlich von Riom. Umgeben wird Saint-André-le-Coq von den Nachbargemeinden Saint-Clément-de-Régnat im Norden, Saint-Denis-Combarnazat im Osten und Nordosten, Luzillat im Osten, Maringues im Süden und Südosten, Saint-Ignat im Süden und Südwesten, Surat im Westen und Südwesten sowie Thuret im Westen und Nordwesten.

## Bevölkerungsentwicklung
| Jahr                       | 1962 | 1968 | 1975 | 1982 | 1990 | 1999 | 2006 | 2013 |
| Einwohner                  | 509  | 467  | 449  | 483  | 461  | 474  | 485  | 528  |
| Quellen: Cassini und INSEE |      |      |      |      |      |      |      |      |

## Kultur und Sehenswürdigkeiten
- Kirche Saint-André aus dem 12. Jahrhundert, seit 1997 Monument historique
- Schloss Pagnant, 1771 bis 1808 erbaut, seit 2002 Monument historique

## Weblinks

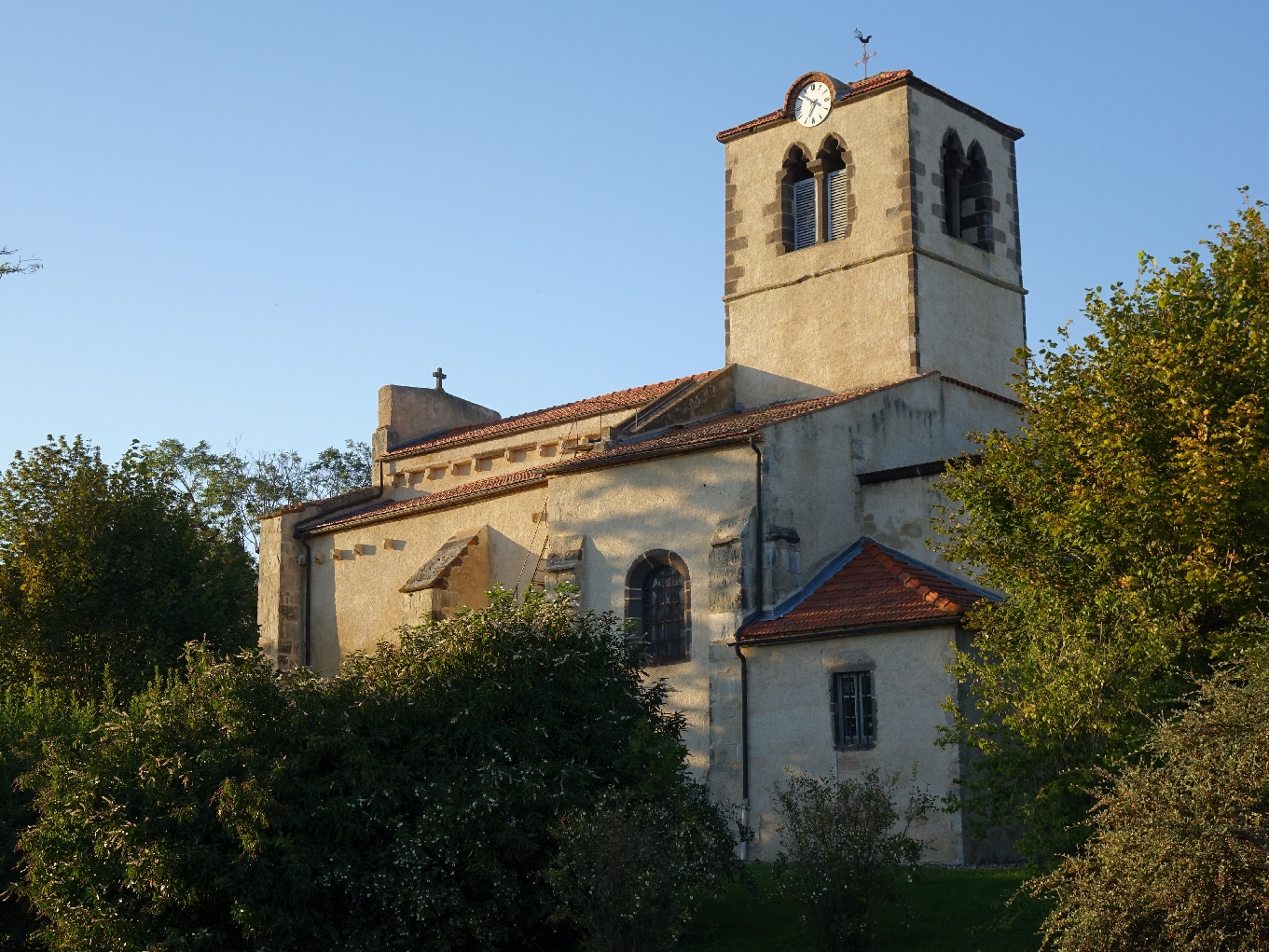
Kirche Saint-André